# هيروتو سيسي
هيروتو سيسي (باليابانية: 世瀬 啓人) (مواليد 20 أغسطس 1999) هو لاعب كرة قدم ياباني.

## وصلات خارجية
- هيروتو سيسي على موقع رابطة كرة القدم اليابانية للمحترفين (اليابانية)
- هيروتو سيسي على موقع قاعدة بيانات كرة القدم.إي يو (الإنجليزية)
- هيروتو سيسي على موقع Soccerway.com (الإنجليزية)